# David Horejš
David Horejš (Prachatice, 19 maggio 1977) è un allenatore di calcio ed ex calciatore ceco, di ruolo terzino.

## Carriera
Esordisce il 5 agosto 2007 nella vittoria interna per 2-0 contro il Sigma Olomouc.
Segna il suo primo gol con il Dynamo České Budějovice il 2 settembre 2007 nel pareggio casalingo per 2-2 contro il Mladá Boleslav, dove al 90' regala il pareggio alla sua squadra.